# ブリサ県

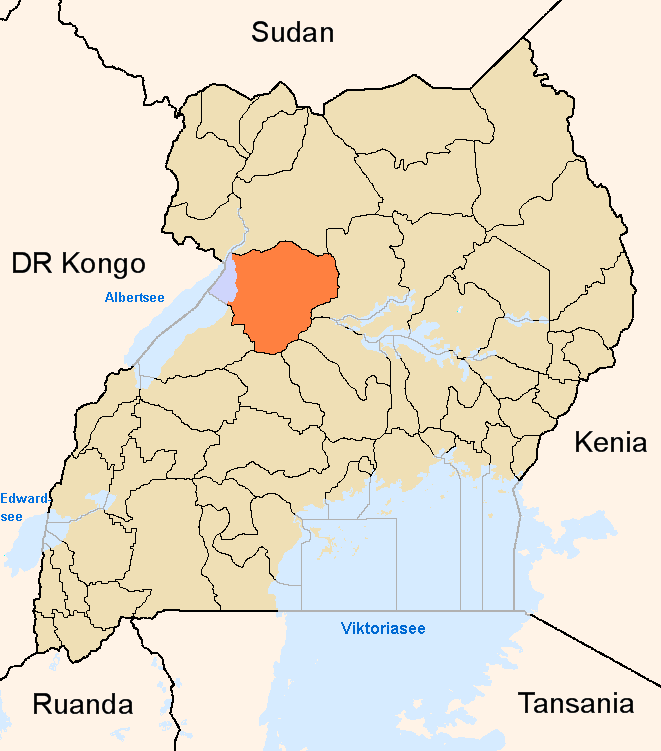
マシンディ県と2001年から2005年の県境、北西部がブリサ県

ブリサ県 (ブリサけん、Bulisa 或は Buliisa District) はウガンダ西部、ブニョロ北部の県。ムウィタンジゲ（ニョロ語: Mwitanzige, アルバート湖）の北東岸、マーチソン・フォールズ国立公園の南西に位置し、2006年7月にマシンディ県からブリサ郡が分割され設置された。面積は約 3,200km²で、北にブリサ、南にビソとブリサTCを合わせ3つの副郡に10の教区が置かれている。主な住民はニョロ系のグング人で2002年の国勢調査人口は 64,823 人。知事に相当する第5地域議会 (LC5) 議長はルカム・フレッド。

## 隣接する県
南西にホイマ県、北に西ナイル地方のネビ県、アチョリ地方のアムル県、西にコンゴ民主共和国のイトゥリ州と接する。

## 脚註
1. ↑  田原範子「ウガンダ・アルバート湖畔の漁撈と生活 ─BMUの導入と石油発見の影響について─」『四天王寺大学紀要』第46号、2008年9月